# Deer Creek (Illinois)
Deer Creek est un village situé en limite des comtés de Tazewell et de Woodford dans l'Illinois, aux États-Unis,. Le village est fondé en 1830 et incorporé le 21 mars 1900.

## Démographie
Lors du recensement de 2010, le village comptait une population de 704 habitants. Elle est estimée, en 2016, à 675 habitants.

### Source de la traduction
- (en) Cet article est partiellement ou en totalité issu de l’article de Wikipédia en anglais intitulé « Deer Creek, Illinois » (voir la liste des auteurs).